# 이데구치 요스케
이데구치 요스케(일본어: 井手口 陽介, 1996년 8월 23일 ~ )는 일본의 축구 선수이다.

## 구단 경력
그는 2014년 J1리그의 감바 오사카에 입단했다. 2017년까지 60경기에 출전하여, 8득점을 넣었다. 2018년부터 2019년까지 쿨투랄 레오네사와 SpVgg 그로이터 퓌르트에서 뛰었다. 2019년 감바 오사카로 복귀했다. 2022년 셀틱 FC로 이적했다. 2023년 아비스파 후쿠오카로 이적했다. 2024년 비셀 고베로 이적했다. 2024년에 J1리그 우승을 차지했다.

## 국가대표팀 경력
그는 2016년 AFC U-23 축구 선수권 대회에 참가할 일본 U-23 국가대표팀에 발탁되었으며 우승에 기여했다. 2016년 하계 올림픽에도 출전했다.
2017년 6월 7일 시리아과의 경기에서 일본 국가대표팀에 데뷔했다. 2017년과 2019년 EAFF E-1 풋볼 챔피언십에도 출전, 준우승. 그는 2019년까지 국제 A매치 통산 15경기에 출전, 2득점을 넣었다.

## 통계
| 일본 | 일본 | 일본 |
| 연도 | 출전 | 득점 |
| ---- | ---- | ---- |
| 2017 | 11   | 2    |
| 2018 | 1    | 0    |
| 2019 | 3    | 0    |
| 통산 | 15   | 2    |